# Мартынюк, Илья Сильвестрович
Илья́ Сильве́стрович Мартыню́к (21 июля (2 августа) 1869 — ???) — генерал-майор Русской императорской армии (1916), Георгиевский кавалер (1917); генерал-хорунжий украинской армии (1918), командир корпуса «cерожупанников» (1919).

## Биография
Из крестьян Волынской губернии, православного вероисповедания.
Общее образование получил в Киевской классической гимназии (окончил 7 классов).

### В царской армии
В службу вступил 10.07.1888 добровольцем на правах вольноопределяющегося 1-го разряда и был определён в 129-й пехотный Бессарабский полк (г. Киев) рядовым. В августе того же года командирован в Киевское пехотное юнкерское училище для прохождения курса наук; с 16.09.1888 переименован в юнкера.
Окончив курс училища по 2-м разряду, приказом по штабу Киевского военного округа №109 от 06.08.1889 был произведен в подпрапорщики и отправлен на службу в свой полк.
Высочайшим Приказом от 18.04.1890 произведен в подпоручики с переводом в 43-й пехотный Охотский полк (г. Луцк). В августе 1894 года, за выслугу лет, произведен в поручики (со старшинством с 18.04.1894). Младший офицер роты; в 1895 году временно исполнял должность командира роты.
С 18.09.1897 по 08.11.1898 был прикомандированным к 52-му пехотному Виленскому полку (г. Феодосия).
В июле 1900 года произведен в штабс-капитаны со старшинством с 06.05.1900; временно командовал 5-й ротой 43-го пехотного Охотского полка.
В августе 1900 года командирован в Николаевскую академию Генерального штаба (г. С.-Петербург). Выдержав вступительный экзамен, в октябре 1900 года был зачислен в геодезическое отделение младшего класса Академии Генерального штаба (попытки поступить в Академию в 1890-м, в 1894-м, в 1895-м годах были неудачными).
В сентябре 1902 года, окончив по 2-му разряду курс 2-х классов Академии Генерального штаба, возвратился в свой полк. Числился «по пехоте», без причисления к Генеральному штабу.
В 1903—1904 годах командовал ротой, был также, кратковременно, на должностях: полкового квартирмейстера, начальника учебной команды.
В июле 1904 года произведен в капитаны (со старшинством с 18.04.1902).
В ноябре 1904 года был командирован в 54-й пехотный запасный батальон для несения службы. Командовал ротой, временно исполнял должности: заведывающего хозяйством, командира батальона.
В мае 1905 года, Приказом по 69-й пехотной дивизии, был переведен в 53-й пехотный запасный батальон. Назначен командовать 1-й ротой. Временно командовал батальоном.
В декабре 1905 года возвращён в 43-й пехотный Охотский полк (г. Луцк) и вступил в командование 8-й ротой. В январе-июне 1906 года был на должности полкового казначея.
В мае 1907 года, за отличие по службе, произведен в подполковники (старшинство в чине подполковника установлено с 26.02.1907). В мае 1907 года сдал командование 8-й ротой; назначался временно командовать 2-м, 4-м, 3-м, 1-м батальонами.
В октябре 1908 года, на законном основании, назначен командиром 2-го батальона; в ноябре того же года назначен командиром 1-го батальона. Кратковременно командовал полком.
В октябре 1913 года произведен в полковники (со старшинством с 06.12.1910). Командовал 1-м батальоном.
Участник Первой мировой войны. 
В первые дни войны назначен временно командующим 43-м пехотным Охотским полком (11-й пехотной дивизии 11-го армейского корпуса). Участник Галицийской битвы.
С ноября 1914 по декабрь 1916 года — командир 44-го пехотного Камчатского полка (11-й пехотной дивизии 11-го армейского корпуса, Юго-Западный фронт).
В августе 1916 года произведен в генерал-майоры (со старшинством с 03.10.1915).
С декабря 1916 года — бригадный командир 1-й пограничной Заамурской пехотной дивизии 33-го армейского корпуса (7-й армии Юго-Западного фронта; с июля 1917 — 8-й армии Румынского фронта).
С сентября 1917 года — командующий 159-й пехотной дивизией (8-й армии Румынского фронта).

### В украинской армии
С марта 1918 года — член комиссии по созданию украинской армии. В армии Украинской державы занимал должность командира 4-го Киевского корпуса; генерал-хорунжий (был переименован в чине).
После падения гетманата — в армии УНР; генерал-хорунжий.
С 5 апреля 1919 года — командир корпуса серожупанников.
17 мая 1919 года — взят в плен в Луцке польскими войсками.
С октября 1920 года снова в армии УНР (2-го формирования), воевавшей с Красной армией на стороне Войска Польского. С ноября 1920 года — преподаватель тактики в украинском сводном юнкерском училище.
В конце 1920 года, по окончании советско-польской войны, вместе с остатками украинской армии был интернирован на территории Польши. Находился в лагерях в Ланьцуте, исполнял обязанности декана военного факультета Украинского народного университета, созданного в лагерях для интернированных.
В марте 1922 года, после ликвидации лагерей для интернированных украинских военных, переехал в Варшаву. В августе того же года, воспользовавшись объявленной большевиками амнистией, вернулся в Киев. С 28.11.1922 был на особом учёте в Киевском ГПУ как генерал-майор царской армии и генерал-хорунжий армии Петлюры.
Жил в Киеве, 4 апреля 1935 года был арестован за распространение контрреволюционных идей, но 17 мая того же года освобожден.
Дальнейшая судьба неизвестна.

## Семья
На 1914 год — был женат на дочери отставного капитана Домбровского, — Ларисе Ивановне, — уроженке Киевской губернии, православного вероисповедания. Имел дочерей: Веру, 1898 года рождения; Елену, 1899 года рождения; и сына Владимира, 1905 года рождения.

## Награды
ордена:
- Святого Станислава 3-й степени (ВП от 08.04.1907)
- Святой Анны 3-й степени (ВП от 06.12.1910)
- Святого Станислава 2-й степени (ВП от 08.04.1914)
- Святой Анны 2-й степени с мечами (ВП от 27.12.1914)
- Святого Владимира 4-й степени с мечами и бантом (ВП от 12.06.1915)
- Святого Владимира 3-й степени с мечами (ВП от 09.09.1915)
- Святого Станислава 1-й степени с мечами (ПАФ от 24.03.1917)
- Святого Георгия 4-й степени (ПАФ от 28.07.1917), — «… за то, что, будучи командующим 44-м пехотным Камчатским полком, при подготовке операций по овладению сильно укреплённой высотой 1378, что к юго-западу от м. Воро́хты, неоднократно, с явной опасностью для жизни, лично производил рекогносцировку неприятельских позиций с целью выбора пункта для атаки, что дало ему возможность детально разработать план атаки и руководить действиями своего полка в боях 15 и 16 ноября 1916 г. Во время этих боёв генерал-майор Мартынюк, находясь сперва на наблюдательном пункте на высоте 942 под жестоким огнём тяжёлой артиллерии противника, руководил и направлял свои части, а затем, когда роты одного батальона боевой линии, преодолев первую полосу проволочных заграждений из 12 рядов, залегли у второй линии из 10 рядов, генерал-майор Мартынюк, став во главе рот резерва, двинулся на поддержку под действительным ружейным и артиллерийским огнём противника, направив одну из рот резерва в помощь соседнему батальону. Воодушевление и порыв были настолько сильны, что залегшие роты, совместно с подошедшими подкреплениями, прорвали вторую линию проволочных заграждений, и высота 1378 была взята. При этом взято: 2 пулемёта, 2 бомбомёта, 5 офицеров, 150 солдат и военная добыча.» [9]
- Святой Анны 1-й степени с мечами (ПАФ от 11.10.1917)

оружие:
- Георгиевское оружие (ВП от 09.03.1915), — «… за то, что в боях 24-го, 25-го, 26-го, и 27-го августа 1914 года у д. Заборже, командуя 43-м пехотным Охотским полком, отбил все повторные атаки противника на его позицию и этим способствовал успешному завершению дела дивизии и всего 11-го корпуса.» [10]

знаки отличия:
- Георгиевский крест 4-й степени с лавровой ветвью (1917)[11]

медали:
- «В память царствования императора Александра III» (1896)
- «В память 200-летия Полтавской битвы» (19.01.1910)
- «В память 100-летия Отечественной войны 1812 года» (31.01.1913)
- «В память 300-летия царствования дома Романовых» (1913)